# Johanne Guillou
Johanne Guillou là một cầu thủ bóng đá quốc tế Martinique chơi ở vị trí hậu vệ. Cô là thành viên của đội bóng đá quốc gia Martinique tại Giải vô địch nữ CONCACAF 2014.